# Вернер Шмідт
Не плутати з іншим підводником, Вернером фон Шмідтом!
Вернер Шмідт (нім. Werner Schmidt; 11 липня 1920, Кіль — 27 травня 1944, Норвезьке море) — німецький офіцер-підводник, оберлейтенант-цур-зее крігсмаріне.

## Біографія
16 вересня 1939 року вступив на флот. З лютого 1942 року — 2-й, з січня 1943 року — 1-й вахтовий офіцер на підводному човні U-84. В травні-червні пройшов курс командира човна. З 25 серпня 1943 року — командир U-292. 24 травня 1944 року вийшов у свій перший і останній похід. 27 травня U-292 був потоплений в Норвезькому морі північно-західніше Тронгейма глибинними бомбами протичовнового літака B-24 «Ліберейтор» 59-ї ескадрильї Королівських Повітряних сил Великої Британії. Всі 51 члени екіпажу загинули.

## Звання
- Кандидат в офіцери (16 вересня 1939)
- Морський кадет (1 лютого 1940)
- Фенріх-цур-зее (1 липня 1940)
- Оберфенріх-цур-зее (1 липня 1941)
- Лейтенант-цур-зее (1 березня 1942)
- Оберлейтенант-цур-зее (1 жовтня 1943)